# Kaori Nagamine
Kaori Nagamine (長峯 かおり Nagamine Kaori?), född 3 juni 1968, är en japansk tidigare fotbollsspelare.
Kaori Nagamine debuterade för japans landslag den 22 oktober 1984 i en 2–6-förlust mot Australien. Hon spelade 64 landskamper för det japanska landslaget. Hon deltog bland annat i fotbolls-VM 1991 och 1995.